# Voo Air Transat 961
O Voo Air Transat 961 foi um voo que decolou do aeroporto internacional de Varadero em 6 de março de 2005 e iria pousar o no Aeroporto internacional de Quebec, porém, o leme da aeronave se quebrou no ar, dificultando o controle da aeronave, o Airbus A310 pousou em Segurança, salvando a vida de todos os seus 262 passageiros e 9 tripulantes, as companhias aéreas melhoraram a manutenção na cauda após o acidente

## Incidente
O Airbus A310 de Prefixo C-GPAT Decolou As 2:48 PM de Cuba para o Canadá e subiu para a altitude de cruzeiro de 35 mil pés (11 mil metros), as comissárias começaram o serviço de bordo, porém as 3:02, a Aeronave subitamente fez uma grande inclinação a esquerda sem o comando dos pilotos, os pilotos declararam Mayday a torre e necessitavam pousar no aeroporto mais próximo, os pilotos decidiram que iriam pousar no Aeroporto Internacional de Fort Lauderdale-Hollywood Mas as operações da Air Transat falaram para o Airbus A310 voltar para Vearadero, logo depois os pilotos conseguiram controlar a situação e o Airbus pousou em Vearadero Ás 4:17 pm.

## Investigação
Por mais que a Caixa Preta não gravasse toda a as palavras do pilotos pois o voo durou mais de 1 hora, ela foi influencial para descobrir o que estava acontecendo, o gravador de dados também mostrou parâmetros estranhos no estabilizador da aeronave, as manutenções não estavam sendo certas na cauda, levando um nível de estresse no estabilizador fazendo que no meio do voo ele se soltasse.

## Ver Também
Voo United Airlines 585
Voo USAir 427
Airbus